# Akvilė Paražinskaitė
Akvilė Paražinskaitė (* 29. November 1996 in Vilnius) ist eine ehemalige litauische Tennisspielerin.

## Karriere
Paražinskaitė begann im Alter von fünf Jahren mit dem Tennissport und spielt laut ITF-Profil bevorzugt auf einem Hartplatz. Auf Turnieren der ITF Women’s World Tennis Tour gewann sie einen Einzel- und sechs Doppeltitel.
Bei den Wimbledon Championships 2013 trat sie sowohl im Juniorinneneinzel als auch im Juniorinnendoppel an, verlor aber in beiden Wettbewerben bereits in der ersten Runde.
Bei den French Open 2014 erreichte sie im Juniorinneneinzel mit einem 6:2- und 6:2-Sieg über Anna Kalinskaja die zweite Runde, wo sie dann Fiona Ferro mit 1:6 und 3:6 unterlag. Bei den olympischen Jugend-Sommerspielen 2014 trat sie in allen drei Wettbewerben an und gewann sowohl im Mädcheneinzel als auch zusammen mit ihrer Partnerin Jeļena Ostapenko im Mädchendoppel die Bronzemedaille. Im Mixed schied sie mit ihrem kroatischen Partner Nino Serdarušić brerits in der ersten Runde aus.
Im Jahr 2014 spielte Paražinskaitė erstmals für die litauische Fed-Cup-Mannschaft; ihre Fed-Cup-Bilanz weist bislang 13 Siege bei 4 Niederlagen aus.

## Turniersiege

### Einzel
| Nr. | Datum          | Turnier  | Kategorie | Belag     | Finalgegnerin   | Ergebnis |
| --- | -------------- | -------- | --------- | --------- | --------------- | -------- |
| 1.  | 2. Januar 2022 | Monastir | ITF W15   | Hartplatz | Sofia Costoulas | 7:5, 6:2 |

### Doppel
| Nr. | Datum             | Turnier  | Kategorie   | Belag     | Partnerin              | Finalgegnerinnen                     | Ergebnis         |
| --- | ----------------- | -------- | ----------- | --------- | ---------------------- | ------------------------------------ | ---------------- |
| 1.  | 15. März 2014     | Iraklio  | ITF $10.000 | Hartplatz | Alina Silitsch         | Denisa Kulhánková Petra Melounová    | 6:2, 6:0         |
| 2.  | 24. Juli 2021     | Monastir | ITF W15     | Hartplatz | Tiphanie Fiquet        | Mariana Dražić Anastasia Nefedova    | 7:5, 4:6, [10:8] |
| 3.  | 7. August 2021    | Monastir | ITF W15     | Hartplatz | Tiphanie Fiquet        | Noelia Bouzo Zanotti Noelia Zeballos | 6:2, 6:1         |
| 4.  | 14. August 2021   | Monastir | ITF W15     | Hartplatz | Tiphanie Fiquet        | Ayumi Koshiishi Anastasia Nefedova   | 4:6, 6:1, [10:6] |
| 5.  | 11. Dezember 2021 | Monastir | ITF W15     | Hartplatz | Eliessa Vanlangendonck | Mihaela Đaković Angelica Raggi       | 6:3, 6:3         |
| 6.  | 14. Mai 2022      | Sarasota | ITF W25     | Sand      | Ma Yexin               | Hsieh Yu-chieh Hsu Chieh-yu          | 6:2, 7:5         |